# Patxi López
Francisco Javier López Álvarez (Portugalete, 4 de octubre de 1959), más conocido como Patxi López, es un político español, diputado en el Congreso por Vizcaya y actual secretario de Política Federal del PSOE. Desde julio de 2022 es portavoz del Grupo Socialista en el Congreso de los Diputados.
Anteriormente, López ha sido presidente del Congreso de los Diputados en 2016 y lendakari del Gobierno Vasco entre 2009 y 2012.

## Primeros años y educación
Nació en el seno de una familia oriunda de Las Encartaciones. Desde niño convivió con las ideas socialistas, ya que su padre fue Eduardo López Albizu «Lalo», diputado en las Cortes Generales por Vizcaya e histórico dirigente socialista. Su abuelo trabajaba en el cine Mar de Portugalete, gracias a que un exalcalde de Bermeo del Partido Nacionalista Vasco (PNV) de la Segunda República obligado al exilio le ofreció dicho trabajo, por lo que pudo reagrupar la familia en Portugalete. Está casado con Begoña Gil, licenciada en Filosofía de la Universidad de Deusto y concejala del Ayuntamiento de Bilbao por el PSE.
Comenzó la carrera de ingeniería industrial en la Universidad del País Vasco, sin llegar a completarla, y a los 28 años se convirtió en diputado nacional en el Congreso de los Diputados.

## Inicios en política
Ingresó en las Juventudes Socialistas de Euskadi en 1975, siendo elegido secretario general en 1985, cargo que ocupó hasta 1988. Asimismo ingresó en el Partido Socialista de Euskadi en 1977, entrando a formar parte de su comisión ejecutiva en 1988. Fue elegido diputado al Congreso por Vizcaya en 1987, en sustitución de José Antonio Saracíbar, convirtiéndose en el segundo diputado más joven del Congreso, tras José Luis Rodríguez Zapatero. Ocupó el escaño hasta el final de la legislatura, en 1989.
Asumió la secretaría de organización del PSE-EE en 1991, cargo del que dimitió en 1995 para asumir la secretaría institucional de los socialistas vizcaínos hasta 1997. En octubre de ese mismo año fue elegido secretario general del PSE-EE de Vizcaya y fue reelegido en diciembre de 2000. Pasó a ser secretario general del Partido Socialista de Euskadi-Euskadiko Ezkerra el 23 de marzo de 2002 y es miembro del Comité Federal del PSOE y diputado en el Parlamento Vasco desde 1991, donde fue presidente del Grupo Parlamentario Socialistas Vascos-Euskal Sozialistak hasta 2009.
Tras la dimisión de Nicolás Redondo Terreros como secretario general del PSE-EE el 21 de diciembre de 2001, López formó parte, junto a los secretarios generales de Álava y Guipúzcoa, de la comisión gestora que, presidida por Ramón Jáuregui, fue designada para dirigir a los socialistas vascos hasta la celebración de un congreso extraordinario. En dicho congreso, López disputó su candidatura con el alcalde de Ermua, Carlos Totorika, próximo a Redondo Terreros, y a la parlamentaria guipuzcoana Gemma Zabaleta. El 23 de marzo, fue elegido secretario general del PSE-EE con el 57 % de los votos, frente a Totorika, que obtuvo el 37 %, y Zabaleta, el 6 %.
Impulsó entonces el denominado proyecto «progresista, autonomista y vasquista» dentro del partido, separándose del PP, lo que permitió ir alcanzando un progresivo aumento de apoyo electoral. En las elecciones autonómicas del 17 de abril de 2005, el PSE recuperó su condición de segunda fuerza, al conseguir reunir 274 546 votos (22,68 % más que en las anteriores) y 18 escaños. En las municipales de 2007 obtuvieron 245 996 votos (26,74 % más), logrando, por primera vez la victoria en Guipúzcoa. En las generales de 2008 lograron 430 690 votos (38,85 % más), siendo, por primera vez en la historia del PSE primera fuerza en las tres provincias vascas.
El 30 de octubre de 2005, López fue reelegido secretario general del PSE con el 96,7 % de los votos, el mayor apoyo que hasta ese momento había obtenido un dirigente de este partido, y que amplió en el VI Congreso, celebrado el 3 de octubre de 2009, al obtener el 97,4 % de los votos.
En octubre de 2007, junto al lendakari Juan José Ibarretxe y al dirigente socialista Rodolfo Ares, le fue abierto un procedimiento judicial por el Tribunal Superior de Justicia del País Vasco, en contra de la opinión del Ministerio Fiscal, acusado de un delito de desobediencia en virtud de lo establecido en el artículo 556 del Código Penal, al haber participado en una reunión el 6 de julio de 2006, durante la tregua de ETA, con la organización ilegal Batasuna. La causa fue finalmente archivada el 11 de enero de 2009, aplicando la doctrina Botín, al no existir acusación ni por parte del Ministerio Fiscal ni por ninguna acusación particular.

### Lendakari

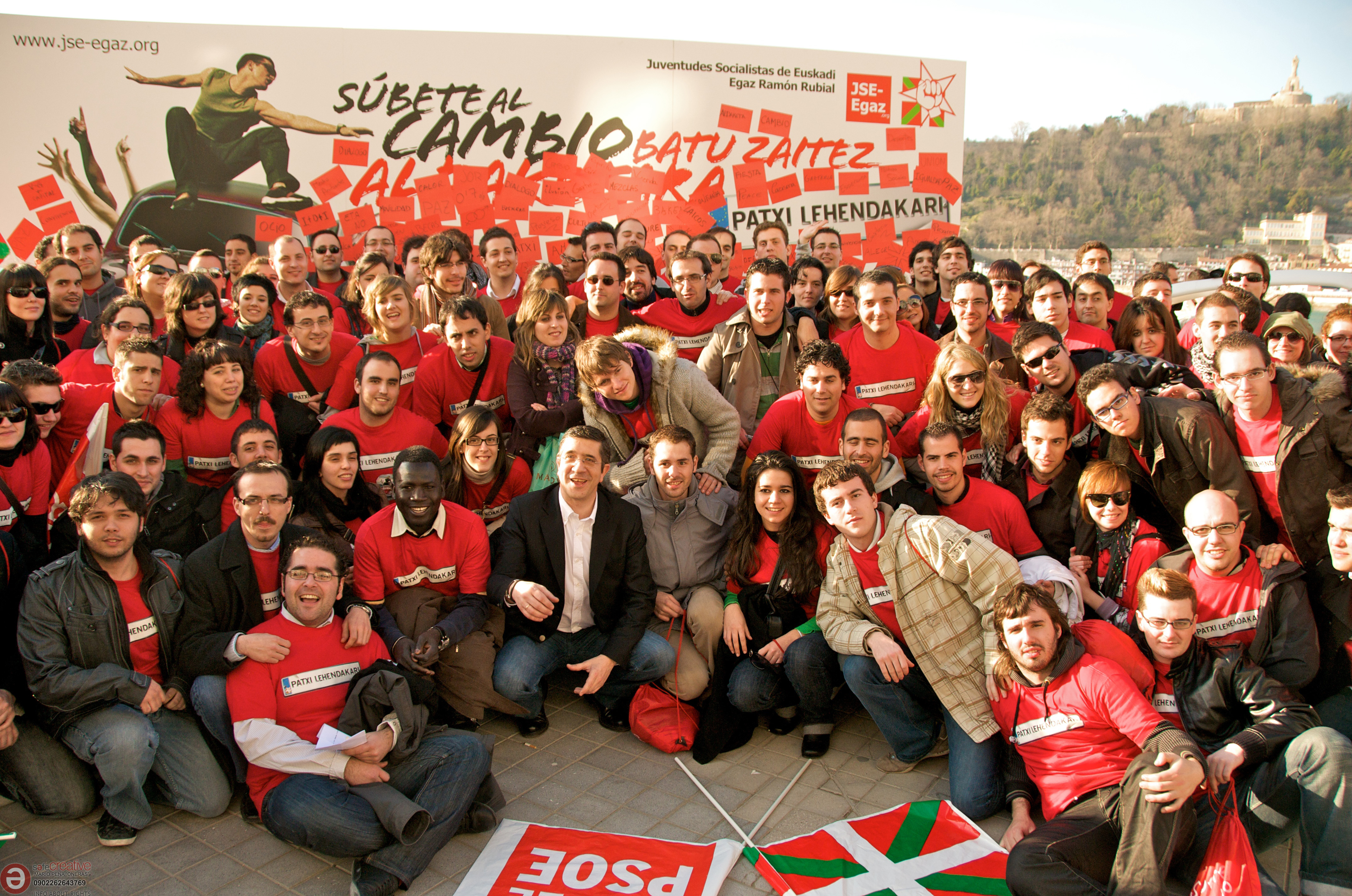
Patxi López en plena campaña para las autonómicas vascas de 2009.

En las elecciones al Parlamento Vasco celebradas el 1 de marzo de 2009, el Partido Socialista de Euskadi-Euskadiko Ezkerra obtuvo 25 escaños, siendo el segundo partido en votos y en escaños, por detrás del Partido Nacionalista Vasco (EAJ-PNV) (30 escaños). El 26 de marzo de 2009, en contra de lo prometido en campaña electoral, el PSE-EE llegó a un acuerdo de investidura con el Partido Popular, la tercera fuerza en las elecciones (que había obtenido 13 parlamentarios). Entre ambos partidos sumaban 38 de los 75 escaños de la cámara. El pacto incluía la cesión de la presidencia del Parlamento Vasco al PP. El 5 de mayo, Patxi López fue investido presidente del Gobierno vasco (lendakari), con el voto de PSE-EE, PP y UPyD, y el 7 de mayo prometió el cargo bajo el roble de Guernica, utilizando una fórmula distinta a la que habían venido utilizando los lendakaris hasta entonces y que recitó tanto en castellano como en euskera:

De pie en tierra vasca, bajo el Árbol de Guernica, ante vosotros, representantes de la ciudadanía vasca, en recuerdo de los antepasados, prometo desde el respeto a la Ley desempeñar fielmente mi cargo de lendakari.

En 2010 se dio a conocer que la organización terrorista ETA planeó su asesinato con un rifle de francotirador para forzar una negociación con el Gobierno de España. Esa misma organización desmintió más tarde esos planes, acusando además al gobierno de mentir de manera intencionada.
El 13 de diciembre de 2012, y tras volver a ganar el PNV las elecciones autonómicas, es sustituido en la presidencia vasca por Iñigo Urkullu.

#### Elecciones municipales y forales de 2011
En las elecciones municipales de 2011, el Partido Socialista de Euskadi sufrió una pérdida importante de votos con respecto a las de 2007, al bajar del 24,37 % al 16,34 % del total de los votos válidos. Esto se tradujo en la pérdida de gran representación institucional, tanto en las Juntas Generales de los tres territorios así como en todos los consistorios: llegaron a perder alcaldías realmente importantes como, por ejemplo, Basauri, Rentería, Andoáin, Lasarte-Oria, y la más importante, San Sebastián.

#### IX Legislatura del Parlamento Vasco

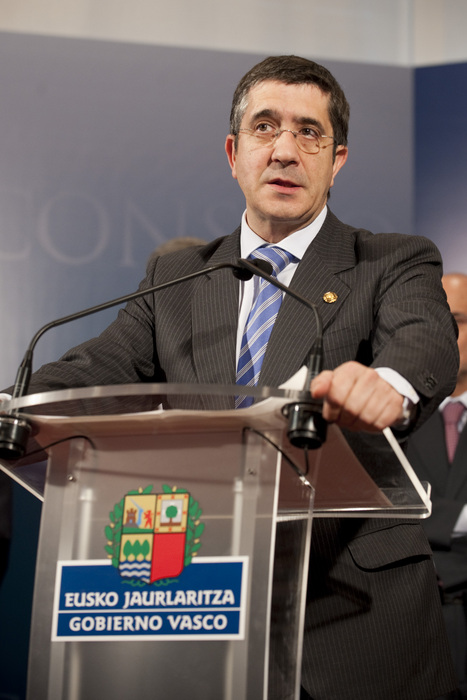
López, en 2010.

Acabar con el terrorismo de ETA, luchar contra la crisis y defender los servicios públicos fueron las prioridades de Patxi López desde que llegó al Gobierno vasco.
Respecto a lo primero, y bajo la premisa de que “acabar con ETA no implica solo detener a etarras”, inició una campaña de tolerancia cero, acompañado de un impulso a la deslegitimación social, política y cultural del terrorismo, con medidas como la retirada de carteles y símbolos de apoyo o amparo a la violencia o la firma de un acuerdo entre el Departamento de Interior y la Asociación de Municipios Vascos para retirar carteles y pintadas de exaltación del terrorismo.
Asimismo, impulsó el reconocimiento y apoyo a las víctimas del terrorismo a las que fueron invitadas, por primera vez, a la toma de posesión del lendakari en Guernica o con quienes se contó para la elaboración del plan de Convivencia Democrática y Deslegitimación del Terrorismo.
Con todo, ETA estuvo presente en el mandato de Patxi López desde el primer momento. Así, el 19 de junio, cuando apenas llevaba mes y medio el nuevo Gobierno en marcha, los terroristas asesinaron con un coche bomba al inspector de Policía Eduardo Puelles en Arrigorriaga. En su declaración institucional de condena ante los medios, el lendakari señaló que “Eduardo Antonio Puelles, como todas las víctimas del terrorismo, era uno de los nuestros. Un defensor de Euskadi y de los vascos, cuyo proyecto de vida han frustrado los terroristas de la única manera que saben, asesinando”.
En materia de lucha contra la crisis, una de sus primeras medidas fue la puesta en marcha, por primera vez en diez años, de la Mesa de Diálogo Social con la patronal vasca Confebask y los sindicatos CC.OO. y UGT. En septiembre, impulsó el programa + Euskadi 09, que incluía entre otras medidas la contratación de 7 000 personas desempleadas a través de los ayuntamientos.
Junto a ello, en un escenario de ajustes presupuestarios debido a la crisis, el Gobierno Vasco se puso como empeño en modernizar la Administración mejorar la prestación de servicios públicos. En materia de Educación, impulsó el trilingüismo y el programa Eskola 2.0, para el uso de las nuevas tecnologías, con la dotación de ordenadores portátiles en las aulas. En Sanidad, el consejero Rafael Bengoa desarrolló una estrategia para dirigir el sistema hacia la atención a los enfermos crónicos. También impulsó proyectos en el campo de la transparencia, la participación y la colaboración, como Irekia (el portal de Open Government de Euskadi) y Open Data.
Otros hitos de su Gobierno fueron el acuerdo para la Función Pública, con los sindicatos ELA, CC.OO. y UGT para mejorar las condiciones de trabajo de cerca de 80 000 funcionarios, la puesta en marcha de Lanbide, el Servicio Vasco de Empleo, tras ser transferida a Euskadi la competencia de las políticas activas de empleo, o el impulso al coche eléctrico, mediante un acuerdo con Repsol para el desarrollo conjunto de la red de recarga de vehículos eléctricos en Euskadi y con Mercedes para la fabricación de furgonetas eléctricas en la fábrica que esta empresa tiene en Vitoria.
Por otra parte, desde el comienzo de su mandato, Patxi López impulsó acuerdos en materias de interés común con comunidades vecinas, como Navarra, Cantabria, Asturias, Castilla y León o la región francesa de Aquitania (con quien Euskadi constituyó una eurorregión). También realizó misiones empresariales a países como Brasil, China, Estados Unidos, India, Emiratos Árabes Unidos y Catar, acompañando a cerca de un centenar de empresas vascas para hacer contactos y buscar inversiones.
Durante esta legislatura, el Gobierno Socialista de Euskadi impulsó debates con el objeto de modernizar Euskadi: reforma fiscal y reforma del entramado institucional.
En las elecciones del 21 de octubre de 2012 el PNV fue la primera fuerza, aupando a Iñigo Urkullu a la presidencia y quedando el PSE-EE como segunda fuerza de la oposición tras EH Bildu.

### Parlamentario de la oposición y abandono
Tras su salida de Ajuria Enea, Patxi López siguió ocupando su escaño en el Parlamento Vasco. En el VII Congreso del PSE-EE, celebrado en febrero de 2013, fue reelegido secretario general, con el 88 % de los votos. Desde la oposición, alcanzó un acuerdo con el PNV para luchar contra la crisis, defender los servicios públicos, impulsar una reforma fiscal y una reforma del entramado institucional.
Tras los malos resultados obtenidos por su formación en las elecciones europeas de mayo de 2014, anunció que abandonaría la secretaría general tras la celebración de un congreso extraordinario. El 20 de septiembre de 2014 fue sustituido en el cargo por Idoia Mendia, renunciando también a su acta de diputado.

## Vuelta al Congreso de los Diputados
López concurrió a las elecciones generales de 2015, obteniendo escaño por Álava.

### Presidente del Congreso de los Diputados
Fue propuesto para presidente del Congreso de los Diputados, gracias al acuerdo entre el PSOE y Ciudadanos un día antes de la constitución de la Cámara, acuerdo al que el Partido Popular se sumó no presentando ningún candidato a presidir la cámara baja, aunque obteniendo a cambio más miembros en la Mesa del Congreso de los Diputados que ninguna otra fuerza. Finalmente fue investido presidente de la Cámara Baja en segunda votación con 130 votos de 350, el 13 de enero de 2016. Cesó en julio de ese mismo año, tras la disolución de las cámaras y la elección de Ana Pastor Julián.

### Diputado nacional
Mantuvo su escaño en las elecciones generales de 2016, siendo miembro de la Diputación Permanente (2016-2019) y de las comisiones Constitucional (2016-2019), de Política Territorial y Función Pública (2018-2019), de Sanidad (2016-2019) y de la Comisión para la evaluación y la modernización del Estado. También fue portavoz socialista de la Comisión de Política Territorial y Función Pública y Presidente de la Comisión de Sanidad.
El 15 de enero de 2017 anunció su decisión de presentarse a las primarias para la Secretaría General del Partido Socialista Obrero Español: se enfrentó al sector más pragmatista, encabezado por Susana Díaz, presidenta de la Junta de Andalucía, y las quedó en tercer puesto, al resultar ganador Pedro Sánchez y, en segunda posición, Susana Díaz.
Manteniendo su escaño en las elecciones generales de abril de 2019, López también se mantuvo como miembro de la Diputación Permanente, fue elegido Presidente de la Comisión Constitucional y participó en las comisiones de Industria, Comercio y Turismo, de Política Territorial y Función Pública, de Reglamento y de la Comisión para la auditoría de la calidad democrática, la lucha contra la corrupción y las reformas institucionales y legales. La legislatura fue corta, habiendo elecciones anticipadas en noviembre de ese año. López mantuvo su escaño y revalidó la presidencia de la Comisión Constitucional así como el resto de comisiones de las que hasta entonces era miembro. Asimismo, en mayo de 2020 fue elegido presidente de la Comisión para la Reconstrucción Social y Económica, comisión creada para paliar los efectos derivados de la pandemia de COVID-19. Una vez la comisión finalizó sus trabajos, se disolvió en julio de 2020.

### Caso Tito Berni
El 21 de octubre de 2020, «Tito Berni» y quince diputados socialistas cenaron en el restaurante Ramsés. La cena se celebró en pleno estado de alarma impuesto por el gobierno nacional de Pedro Sánchez en la Comunidad de Madrid, tras el primer día de los plenos del Congreso de los Diputados en los que se votó la moción de censura propuesta por Vox. Aunque el PSOE no quiso facilitar los nombres de los 27 diputados que votaron in situ en el Congreso, los medios publicaron sus nombres gracias a las actas y que 15 de ellos estuvieron esa noche cenando con «Tito Berni». En una entrevista a Decisión Radio el 23 de marzo de 2023, Navarro Tacoronte afirmó que Patxi López, en aquel momento portavoz del Grupo Parlamentario Socialista, cenó ese 21 de octubre de 2020 en el restaurante Ramsés.
El 24 de marzo, el coordinador general del PP, Elías Bendodo, exigió a López aclarar si estuvo o no en la cena, ante lo que la única respuesta fue una comparecencia de Félix Bolaños en la que expresó: no se puede dar credibilidad a personas que están en los medios relatando cuentos de ficción que no llevan a ninguna parte. El 27 de marzo, el medio ESDiario.com publicó una nota en la que decía que tras una semana, ni López ni el PSOE se habían pronunciado al respecto. Al día siguiente, 28 de marzo, Patxi López compareció ante los medios negando haber estado en la cena e incluso negando haber estado nunca en el Ramses y afeando a quienes le querían enmarcar en el Caso Mediador.

## Cargos desempeñados
- Diputado por la provincia de Vizcaya en el Congreso de los Diputados (1987-1989).
- Secretario de Organización del PSE-EE (1991-1995).
- Diputado en Parlamento Vasco (1991-2014).
- Secretario general del PSE-EE de Vizcaya (1997-2001).
- Secretario general del PSE-EE-PSOE (2002-2014).
- Presidente del Grupo Socialista en el Parlamento Vasco (2002-2009).
- Lendakari del Gobierno Vasco (2009-2012).
- Secretario de Relaciones Políticas del PSOE (2012-2014).
- Secretario de Acción Política, Ciudadanía y Libertades del PSOE (2014-2016).
- Presidente del Congreso de los Diputados (enero-julio del 2016).
- Diputado por la provincia de Vizcaya en el Congreso de los Diputados (desde el 2016).
- Secretario de Política Federal del PSOE (desde el 2017).
- Presidente de la Comisión Constitucional del Congreso de los Diputados (2019-actualidad).
- Presidente de la Comisión para la Reconstrucción Social y Económica tras la crisis del Covid-19. (mayo-julio de 2020).